# プレーンヤーオ郡
座標: 北緯13度35分5秒 東経101度17分3秒 / 北緯13.58472度 東経101.28417度
プレーンヤーオ郡（プレーンヤーオぐん）はタイ中部・チャチューンサオ県の郡（アムプー）である。

## 名称
プレーンヤーオとは「長い広大な土地の中の一カ所」という意味である。これは、かつてそのような公共の広場が現在のタムボン・プレーンヤーオにあったことに由来するといわれる。

## 歴史
1978年、バーンクラー郡からタムボン・プレーンヤーオ、タムボン・フワサムローン、タムボン・ワンイェンが分離しプレーンヤーオ分郡を形成した。プレーンヤーオ分郡は1985年、郡に昇格した。

## 地理
郡の東部はやや高地になっており波状に地面がでこぼこになっている。郡の西部には低い低地が広がる。
交通は国道304号線が北東に延びておりカビンブリー方面に、国道331号線が南に延びておりサッタヒープ方面に、国道3121号線が北に延びており、バーンクラー方面に、国道3304号線が西に延びておりバーンポー方面に延びている。

## 経済
郡内の主な作業は農業、牧畜である。コメ、サトウキビ、パイナップル、タピオカなどが生産されている。また、ゲートウェイ・シティー工業団地があり、工業も盛んである。

## 行政区分
郡は3のタムボンに分かれ、さらにその下位に48の村（ムーバーン）がある。自治体（テーサバーン）があり、以下のようになっている。
- テーサバーンタムボン・フワサムローン・・・タムボン・フワサムローンの一部
- テーサバーンタムボン・プレーンヤーオ・・・タムボン・プレーンヤーオとタムボン・ワンイェンの一部
- テーサバーンタムボン・トゥンサダオ・・・タムボン・プレーンヤーオとタムボン・ワンイェンの一部

また郡内には4のタムボン行政体（オンカーンボーリハーンスワンタムボン）がある。
1. タムボン・プレーンヤーオ・・・ตำบลแปลงยาว
2. タムボン・ワンイェン・・・ตำบลวังเย็น
3. タムボン・フワサムローン・・・ตำบลหัวสำโรง
4. タムボン・ノーンマイケン・・・ตำบลหนองไม้แก่น